# Skiffia bilineata
Skiffia bilineata és una espècie de peix de la família dels goodèids i de l'ordre dels ciprinodontiformes. És un peix d'aigua dolça, de clima tropical (22 °C-28 °C) i demersal. Es troba a Rio Grande de Santiago (conca del riu Lerma, Nayarit, Mèxic). Els mascles poden assolir 4 cm de longitud total i les femelles 6.
És inofensiu per als humans.